# Karl der Kahle

Stifterbild aus dem Gebetbuch Karls des Kahlen, dem ältesten überlieferten Gebetbuch eines Königs des Mittelalters

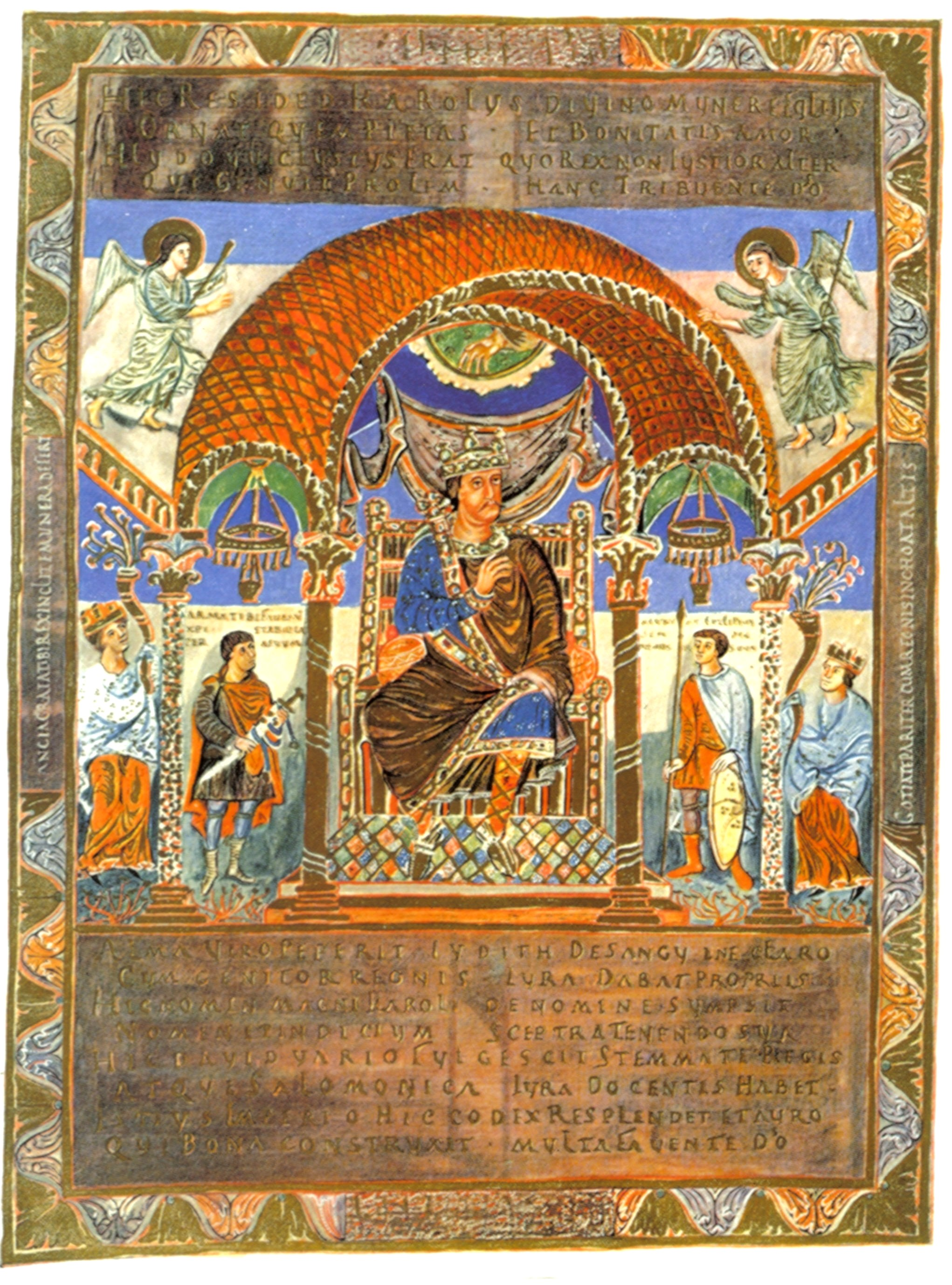
Karl II. thront zwischen zwei Waffenträgern und weiblichen Personifikationen der Länder Francia und Gothia, Miniatur aus dem Codex aureus von St. Emmeram, Reims um 870. Daran angelehnt ist die Darstellung Kaiser Heinrichs II. in seinem Sakramentar

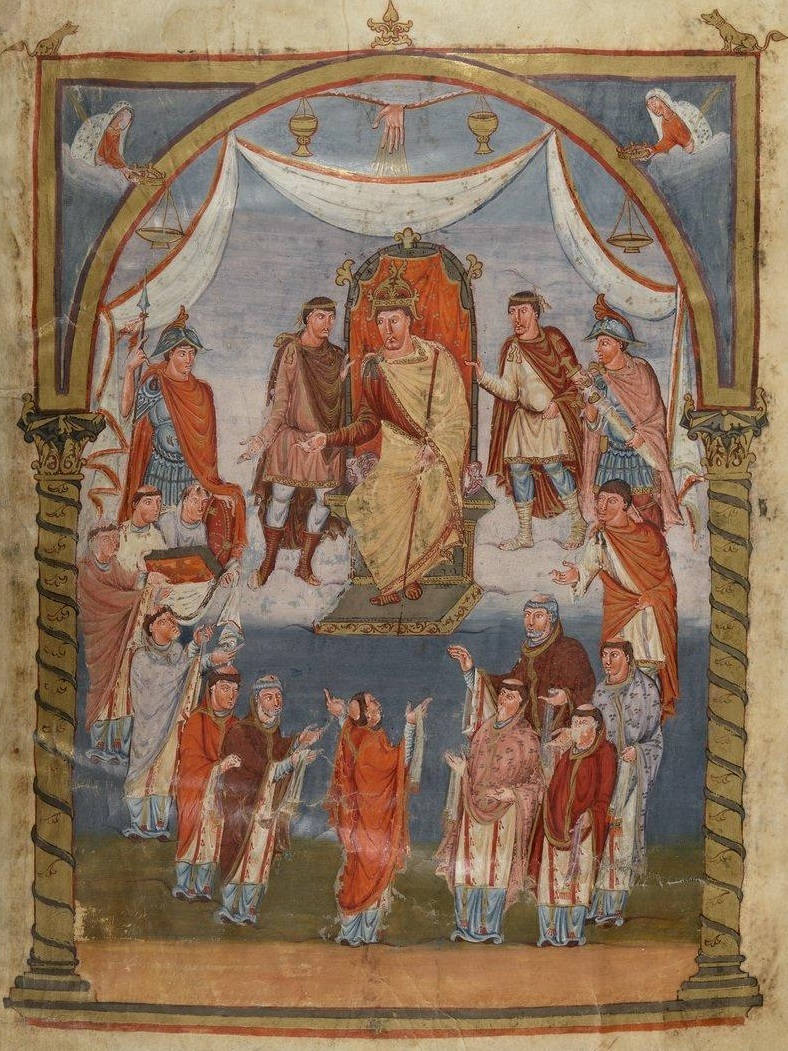
Der von Leibwächtern und Begleitern umgebene Karl empfängt eine Delegation von Mönchen aus dem Kloster Tours, die im Auftrag ihres Abts Vivian eine Bibel überbringt (Widmungsbild der Vivians-Bibel, 875; Paris, Bibliothèque nationale de France, Ms. lat. 1, fol. 423r).

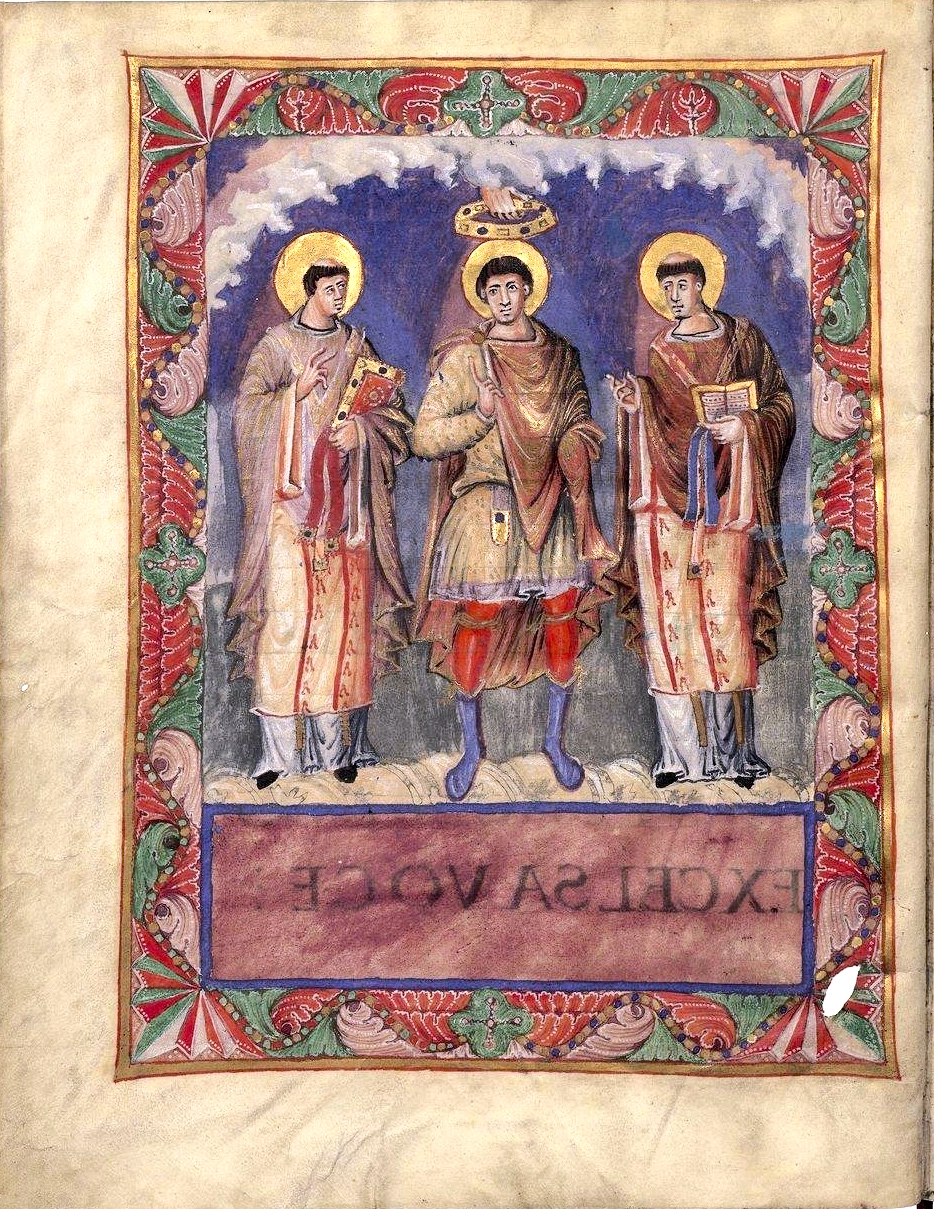
Miniatur aus dem Sakramentar Karls des Kahlen: der Herrscher zwischen den Päpsten Gregor IV. und Johannes VIII.

Karl II. (* 13. Juni 823 in Frankfurt; † 6. Oktober 877 in Avrieux bei Modane), genannt Karl der Kahle (französisch Charles II dit le Chauve), aus dem Geschlecht der Karolinger war von 843 bis 877 westfränkischer König und von 875 bis 877 König von Italien und Römischer Kaiser.

## Leben

### Herkunft
Karl war der jüngste Sohn von Kaiser Ludwig dem Frommen aus dessen zweiter Ehe mit Judith. Nach der von Karl veranlassten Hinrichtung des Grafen Bernhard von Septimanien im Jahr 844 kam jedoch die Vermutung auf, Bernhard sei wegen Ehebruchs mit Karls Mutter getötet worden. Vor allem Karls rivalisierende Brüder schürten das Gerücht, dass Karl möglicherweise gar nicht Ludwigs Sohn sei, sondern der Nachkomme von Bernhard aus dessen Beziehung zu Judith.
Seine seitens der Wissenschaft stets angenommene Erziehung durch Walahfrid Strabo, der im Jahr 829 nach Aachen an den Hof Ludwigs des Frommen berufen worden war, scheint durch die neuere Forschung widerlegt.
Sein Beiname der Kahle könnte darauf hindeuten, dass Karl vor dem Reichstag in Worms 829 im Gegensatz zu seinen älteren Brüdern bei der Aufteilung des Frankenreiches nicht berücksichtigt worden war, bis zu diesem Zeitpunkt also kahl im Sinne von landlos/besitzlos war.

### Herrschaft
Im Alter von sechs Jahren wurde Karl im August 829 zum dux Alemanniae ernannt. Bereits 838 wurde er zum Unterkönig von Neustrien (nördliches Frankreich) gekrönt. Nach dem Tod Kaiser Ludwigs 840 und dem gemeinsam mit Ludwig dem Deutschen errungenen Sieg über den ältesten Bruder Lothar I. in der Schlacht von Fontenoy 841 fiel im Vertrag von Verdun 843 das westliche Drittel des Reichs von den Pyrenäen bis zur Schelde an Karl. Wenig später wurde ihm von seinen Getreuen der ihn in seiner Machtfülle stark einschränkende Vertrag von Coulaines (November 843) aufgezwungen. Dem dadurch konsolidierten Westfrankenreich fügte er 848 schließlich, nach der Absetzung seines Neffen Pippin II., die direkte Herrschaft über Aquitanien hinzu.
Er erließ 864 das Edictum Pistense, in dem erstmals in Europa gesetzlich festgeschrieben wurde, welche Eigenschaften Geldmünzen haben mussten, um als umlauffähiges Zahlungsmittel anerkannt zu werden.
Nach dem Tod Lothars II. 869, des Herrschers im nördlichen Drittel des 855 von Lothar I. geteilten Mittelreiches, versuchte er, dessen gesamtes Gebiet seinem Westreich anzuschließen, musste es jedoch 870 im Vertrag von Meerssen mit seinem Halbbruder Ludwig dem Deutschen teilen.
Das Westfrankenreich wurde in seiner Regierungszeit mehrmals von Wikingerangriffen heimgesucht. 845 erschien eine große Wikingerflotte vor Paris und belagerte die Stadt, angeführt von einem gewissen Reginheri; die Wikinger zogen erst nach der Zahlung eines hohen Geldbetrags wieder ab. Dem sollten noch weitere Belagerungen durch Wikinger in den Jahren 856, 865 und 866 folgen. Karl erwies sich als unfähig, eine effektive und nachhaltige Verteidigung zu organisieren, was während der Zeit seiner Herrschaft mit zum Niedergang der politischen Macht des Königtums und zum Erstarken des hohen Adels beitrug.
Nach dem Tode seines kinderlos gebliebenen Neffen Ludwig II. von Italien im Jahre 875 erbte er dessen italienisches Königreich, zu dem seit dem Tode seines Neffen Karl von der Provence im Jahre 863 auch der Großteil Burgunds gehörte. Am 25. Dezember 875 wurde Karl in Rom zum römischen Kaiser gekrönt. Anfang 876 erfolgte im Beisein des Erzbischofs Ansbert von Mailand die Krönung zum König der Langobarden.
Karl selbst starb im Oktober 877 und wurde in Nantua bestattet, später in die Basilika Saint-Denis umgebettet. Bei der Plünderung der Königsgräber von Saint-Denis während der Französischen Revolution wurde sein Grab am 18. Oktober 1793 geöffnet und geplündert, seine Überreste wurden in einem Massengrab außerhalb der Kirche beerdigt.
Karls Erben waren im Westfrankenreich sein Sohn Ludwig der Stammler und in Italien sein ostfränkischer Neffe Karlmann, ältester Sohn des ostfränkischen Königs Ludwig des Deutschen; in Burgund begründete 879 Boso von Vienne das Königreich Niederburgund.

## Nachkommen
Karl war zweimal verheiratet:
- am 13./14. Dezember 842 Irmentrud (825–869) in Quierzy, Tochter des Grafen Odo von Orléans (Geroldonen, Konradiner)
- am 22. Januar 870 Richildis von der Provence († 2. Juni 910), Tochter des Grafen Buvinus von Metz und der Richeut von Arles (Buviniden), Schwester des Boso von Vienne

Von Irmentrud hatte er neun Kinder:
- Judith (* wohl 844; † nach 870), ⚭ 1. Oktober 856 Æthelwulf, König von Wessex; † 858; ⚭ II 858 König Aethelbald, König von Wessex; † 860; ⚭ III nach einer Entführung 862 Ende 863 in Auxerre Balduin I., Graf von Flandern; † 879
- Ludwig II. der Stammler (846–879), König 877
- Karl das Kind (847/848–866), König (von Aquitanien) 855
- Karlmann († 876), 854 Tonsur, 860 Abt von St. Médard in Soissons, 870 abgesetzt, 873 geblendet, 874 Abt von Echternach
- Lothar († 865 vor 25. Dezember), 861 Mönch, später Abt von Saint-Germain d’Auxerre
- Ermentrud († nach 11. Juli 877), Äbtissin von Hasnon
- Hildegard
- Gisela
- Rotrud († nach 889, wohl nach 3. Februar 912), vermutlich Äbtissin von Andlau

Von Richildis hatte er mindestens drei Kinder:
- Rothild (* wohl 871; † 928/929), ⚭ um 890 Graf Roger von Maine († 900)
- unsicher: Drogo (* 872/873; † 873/874)
- unsicher: Pippin (* 872/873; † 873/874)
- ein Kind (* 23. März 875; † bald nach der Geburt)
- Karl (* 10. Oktober 876; † vor 7. April 877)